# Liste der Monuments historiques in Le Mesnil-le-Roi
Die Liste der Monuments historiques in Le Mesnil-le-Roi führt die Monuments historiques in der französischen Gemeinde Le Mesnil-le-Roi auf.

## Liste der Bauwerke
| Bezeichnung       | Beschreibung | Standort | Kennzeichnung | Schutzstatus | Datum | Bild |
| ----------------- | ------------ | -------- | ------------- | ------------ | ----- | ---- |
| Kirche St-Vincent |              | (Lage)   | PA00087535    | Inscrit      | 1948  |      |

## Liste der Objekte
- Monuments historiques (Objekte) in Le Mesnil-le-Roi in der Base Palissy des französischen Kultusministeriums